# Веслі-Чапел (Флорида)
Веслі-Чапел (англ. Wesley Chapel) — переписна місцевість (CDP) в США, в окрузі Паско штату Флорида. Населення — 64 866 осіб (2020).

## Географія
Веслі-Чапел розташоване за координатами 28°12′16″ пн. ш. 82°19′36″ зх. д. / 28.20444° пн. ш. 82.32667° зх. д. (28.204452, -82.326710).  За даними Бюро перепису населення США в 2010 році переписна місцевість мала площу 114,12 км², з яких 113,70 км² — суходіл та 0,42 км² — водойми.

## Демографія
Згідно з переписом 2010 року, у переписній місцевості мешкали 44 092 особи в 15 745 домогосподарствах у складі 11 841 родини. Густота населення становила 386 осіб/км².  Було 17764 помешкання (156/км²).
Расовий склад населення:
| - 75,0 % — білих - 11,4 % — чорних або афроамериканців - 5,7 % — азіатів - 0,3 % — корінних американців - 0,1 % — вихідців з тихоокеанських островів - 4,0 % — осіб інших рас |

До двох чи більше рас належало 3,6 %. Частка іспаномовних становила 20,1 % від усіх жителів.
За віковим діапазоном населення розподілялося таким чином: 28,3 % — особи молодші 18 років, 62,8 % — особи у віці 18—64 років, 8,9 % — особи у віці 65 років та старші. Медіана віку мешканця становила 35,2 року. На 100 осіб жіночої статі у переписній місцевості припадало 94,0 чоловіків;  на 100 жінок у віці від 18 років та старших — 89,7 чоловіків також старших 18 років.
Середній дохід на одне домашнє господарство  становив 85 302 долари США (медіана — 74 698), а середній дохід на одну сім'ю — 89 636 доларів (медіана — 79 023). Медіана доходів становила 56 947 доларів для чоловіків та 40 718 доларів для жінок. За межею бідності перебувало 6,3 % осіб, у тому числі 7,6 % дітей у віці до 18 років та 6,2 % осіб у віці 65 років та старших.
Цивільне працевлаштоване населення становило 23 749 осіб. Основні галузі зайнятості: освіта, охорона здоров'я та соціальна допомога — 26,0 %, фінанси, страхування та нерухомість — 12,1 %, науковці, спеціалісти, менеджери — 11,6 %, роздрібна торгівля — 11,5 %.